# Lucero
Lucero Hogaza León (Mexico City, 29. kolovoza 1969.), meksička je glumica, pjevačica i TV voditeljica.

## Filmografija

### Uloge u telenovelama
- "Por ella soy Eva" kao Elena Moreno (2012.)
- "Soy tu dueña" kao Valentina Villalba "La Dueña" (2010.)
- "Mañana es para siempre" kao Rebeca Sánchez Frutos / Bárbara Greco de Elizalde "La Hiena" (2008. – 2009.)
- "Alborada" kao María Hipólita Díaz de Guzmán (2005. – 2006.)
- "Mi destino eres tú" kao Andrea Sanvicente Fernández (2000.)
- "Lazos de amor" kao María Guadalupe Rivas Iturbe / María Fernanda Rivas Iturbe / María Paula Rivas Iturbe (1995. – 1996.)
- "Los parientes pobres" kao Margarita Santos (1993.)
- "Amor inertal"como Leora Alvarez de Toledo (2011.)
- "Cuando llega el amor" kao Isabel Contreras (1989. – 1990.)
- "Vivir un poco" kao model (1985.)
- "Chispita" kao Isabel "Chispita" (1982.)

### Filmske uloge
- "Zapata: El sueño del héroe" kao Esperanza (2004.)
- "Deliciosa sinvergüenza" kao Lucero (1990.)
- "Quisiera ser hombre" kao Manuelita/Manuel (1988.)
- "Escápate conmigo" kao Lucerito (1987.)
- "Fiebre de amor" kao Lucerito (1985.)
- "Delincuente" kao Cecilia (1984.)
- "Coqueta" kao Rocio (1983.)

## Kompletna diskografija

#### Studijski albumi
| Godina izdanja | Naslov albuma         | Diskografska kuća    |
| 2006           | Quiéreme tal como soy | EMI Music (Meksiko)  |
| 2004           | Cuando sale un lucero | EMI Music (Meksiko)  |
| 2002           | Un nuevo amor         | Sony Music (Meksiko) |
| 2000           | Mi destino            | Sony Music (Meksiko) |
| 1998           | Cerca de ti           | Melody (Meksiko)     |
| 1997           | Piel de ángel         | Melody (Meksiko)     |
| 1995           | Siempre contigo       | Melody (Meksiko)     |
| 1994           | Cariño de mis cariños | Melody (Meksiko)     |
| 1993           | Lucero                | Melody (Meksiko)     |
| 1992           | Lucero de México      | Melody (Meksiko)     |
| 1991           | Sólo pienso en ti     | Melody (Meksiko)     |
| 1990           | Con mi sentimiento    | Melody (Meksiko)     |
| 1989           | Cuéntame              | Melody (Meksiko)     |
| 1988           | Ocho Quince           | Melody (Meksiko)     |
| 1986           | Un pedacito de mi     | Musart (Meksiko)     |
| 1985           | Fuego y ternura       | Musart (Meksiko)     |
| 1983           | Con tan pocos años    | Musart (Meksiko)     |
| 1982           | Él ó Te prometo       | Musart (Meksiko)     |

### Albumi uživo
| Godina izdanja | Naslov albuma                      | Diskografska kuća    |
| 2007           | Lucero en vivo, Auditorio Nacional | EMI Music (Meksiko)  |
| 1999           | Un Lucero en la México             | Sony Music (Meksiko) |

### Filmska glazba
| Godina izdanja | Film                       | Pjesma                                              |
| 2004           | Zapata, el sueño del héroe | Quedate en mí                                       |
| 1998           | Mulan                      | Reflejo                                             |
| 1990           | Deliciosa sinvergüenza     | Me gusta tu dinero y Cuéntame                       |
| 1988           | Escápate conmigo           | Refresco para dos y Al fin estamos juntos           |
| 1986           | Delincuente                | Pirinola y Con tan pocos años                       |
| 1985           | Fiebre de amor             | Siempre te seguiré, Sueños y Todo el amor del mundo |
| 1984           | Coqueta                    | Música y Llévame                                    |

### Specijalna izdanja
| Godina izdanja | Naslov albuma                                                                    | Pjesma                                       |
| 2008           | Juntos: Lucero y Mijares / (EMI Music México)                                    | Recopilación temas propios                   |
| 2008           | 50 años de las telenovelas / (EMI Music México)                                  | Laços de amor/Lazos de amor                  |
| 2007           | Navidad con amigos / (EMI Music México)                                          | Paseo en trineo                              |
| 2007           | Homenaje a Pedro Infante 50 años / (EMI Music México)                            | Cien años                                    |
| 2006           | Navidad con amigos CD/DVD / (EMI Music México)                                   | Paseo en trineo                              |
| 2006           | Guadalupe: La película / (EMI Music México)                                      | Lupita                                       |
| 2006           | Teletón 2006 México                                                              | El amor hace milagros                        |
| 2006           | A feia mais bela / (EMI Music Brasil)                                            | Laços de amor                                |
| 2005           | Selena VIVE! / (EMI Music México)                                                | El chico del apartamento 512 junto a El Plan |
| 2003           | Regina: Un musical para una nación que despierta / (Producciones Que Despiertan) | Temas Musical Regina                         |

### Dueti
| Godina izdanja | Naslov albuma                                              | Drugi pjevač                   |
| 2010           | En Producción / Golondrinas viajeras                       | Joan Sebastian                 |
| 2009           | Yanni Voces / Eterno es este amor                          | Yanni                          |
| 2002           | Gabriel Navarro / Vivir lo nuestro                         | Gabriel Navarro                |
| 2001           | Mijares: En vivo / El privilegio de amar                   | Manuel Mijares                 |
| 2001           | Duetos / No existen límites                                | Armando Manzanero              |
| 2001           | Yo si me enamoré / Lo siento (Balada y salsa)              | Huey Dunbar                    |
| 1998           | ... Y sigue siendo el rey / Si nos dejan (Digital)         | José Alfredo Jiménez           |
| 1998           | El privilegio de amar / El privilegio de amar              | Manuel Mijares                 |
| 1996           | Amigos / Tu eres mi destino [You are my destiny] (Digital) | Paul Anka                      |
| 1996           | Querido Amigo / Amorcito corazón (Digital)                 | Pedro Infante y Manuel Mijares |
| 1995           | El Encuentro / Cuatro veces amor: En vivo                  | Manuel Mijares                 |
| 1985           | Fiebre de amor / Todo el amor del mundo                    | Luis Miguel                    |
| 1982           | La Banda Timbiriche / Chispita                             | Timbiriche                     |